# 알렉스 터너
알렉스 터너(Alex Turner, 1986년 1월 6일 ~)는 영국의 음악가이며 더 라스트 섀도우 퍼펫(The Last Shadow Puppets)의 멤버이다. 밴드에서 보컬과 리드 기타를 맡고 있다. 그는 악틱 몽키즈에서 전반적인 작사 작곡을 맡고 있으며 The Last Shadow Puppets에서는 마일스 케인(Miles Kane)과 작사 작곡을 반씩 분담한다.

## 젊은 시절
알렉스 터너는 아버지인 데이비드 터너와 어머니인 페니 터너 사이에서 태어난 독남이고 중등학교에서 독일어와 음악을 배웠다. 그는 영국에서 자랐다 Stocksbridge 출신의 영어 선생인 스티브 베이커가 알렉스 터너를 이렇게 기억하였다."누구와도 얽메이지도 않았고 특별하고 밝은데다가 똑똑하기도 해서 그를 잘해줬었다. 그는 정말로 유머감각이 뛰어났었다. 알렉스는 특별한 보컬은 절대아니였다. 그런데 당신도 알다시피 시 몇편이 그를 감동시켰다.
터너는 십대 인생의 대부분을 랩 아티스트 루츠 누바나를 들으며 보냈다. 터너의 관심은 후에 스트록스와 리버틴즈를 따라서 기타 음악으로 바뀌었고 그의부모님은 2001년 크리스마스에 첫 기타를 사줬다.
반슬리 기숙사학교를 다니고 있었을때, 그의 부모님은 마지 못하여 터너의 음악적인 열망때문에 대학교 진학을 1년 미루는 걸 허락해줬다. 이 기간 동안에 Sheffield venue, The Boardwalk에서 바텐더로 일했고. 터너가 말하길 악틱 몽키즈가 성공하지 못했다면 그는 맨체스터 대학교에서 영문학을 공부했었어야 했다고 한다.

## 사생활
영국의 유명 모델이자 방송인인 알렉사 청과 연인 관계였으나 2011년 8월 1일에 4년간의 연애 끝에 결별했다. 2011년부터 모델 겸 배우인 아리엘 반덴버그와 열애 중이다. 알렉스 터너는 축구팀 셰필드 웬즈데이 FC의 서포터로 알려져있다.

## 악기
알렉스 터너는 던롭사의 0.5mm 피크를 사용한다.
기타
- 팬더 스트라토케스터
- 팬더 재즈마스터
- 팬더 텔레케스터
- 팬더 브론코
- 오바티온 바이퍼
- 깁슨 J-45
- 깁슨 LG-2
- Gretsch Spectra Sonic baritone
- 마틴 GT-75
- 깁슨 레스폴 커스텀
- Custom Warmoth "Frankenmaster"
- Gretsch Duo Jet

앰프
- Selmer Zodiac 30
- Fender Blackface Twin Reverb
- Magnatone Custom 410
- Orange AD30T
- Vox AC30[19]

패달
- Electro-Harmonix POG
- Fulltone Mini Dejavibe
- Danelectro Reel Echo
- Hughes & Kettner Rotosphere
- Boss CE-1
- Boss DM-1
- Cornell First Fuzz
- Morley Footswitch ABY
- MXR Micro Amp
- Ibanez Tube Screamer TS-808
- Coopersonic Valveslapper
- Electro-Harmonix Holy Grail Plus
- Electro-Harmonix Hum Debugger
- Fender Blender
- Morley Pro Series Wah
- Pro Co RAT 2
- Boss TU-2 Chromatic Tuner
- Boss LS-2 Line Selector
- Electro-Harmonix Deluxe Memory Man